# Please (canção de Toni Braxton)
"Please" é uma canção de R&B cantada pela cantora Toni Braxton. Foi escrita por Scott Storch, Makeba Riddick, Vincent Herbert, e Houff Kameron e produzido por Storch para o álbum, Libra (2005), de Braxton.
A faixa foi lançada como single em formatos de rádio rítmicos e urbanos nos EUA em 30 de maio de 2005.  Apesar de "Please" ter alcançado o número trinta e seis na Billboard Hot R&B/Hip-Hop Songs, ela falhou ao gráfico da Billboard Hot 100, mas em vez disso, chegou a número quatro no Bubbling Under Hot 100 singles chart, tornando-se um dos singles mais baixo no hit-parade Braxton de sua carreira. "Please" foi o único single de Libra para a qual um vídeo foi filmado, dirigido por Chris Robinson.

## Faixas
CD single promocional (EUA)
1. "Breathe (Please)" [LP Version] – 3:50
2. "Breathe (Please)" [Instrumental] – 3:58
3. "Breathe (Please)" [Call Out Hook] – 0:18

## Desempenho nas paradas musicais
| Parada musical (2005)                                     | Melhor posição |
| --------------------------------------------------------- | -------------- |
| Estados Unidos - Billboard Bubbling Under Hot 100 Singles | 4              |
| Estados Unidos - Billboard Hot R&B/Hip-Hop Songs          | 36             |